# Amsterdam Crusaders
Amsterdam Crusaders je klub američkog nogometa, osnovan u Amsterdamu 1984. godine.

## Povijest
Amsterdam Crusaders su 5. rujna 1984. godine osnovali bivši igrači Amsterdam Ramsa. Crusadersi su ubrzo postali najveći klub u Nizozemskoj, te jedan od jačih u Europi. Bili su također i članovi kratkotrajne Football League of Europe, a za trajanja lige NFL Europa surađivali su s Amsterdam Admiralsima. Također su jedini nizozemski klub koji je razvio igrača koji je igrao u NFL-u - Romea Bandisona.

## Uspjesi
Eurobowl
- pobjednik: 1991., 1992.
  - finalist: 1988., 1989., 1993.

Tulip Bowl (završnica nizozemskog prvenstva)
- pobjednici: 1987., 1988., 1989., 1990., 1991., 1993., 1998., 1999., 2002., 2003., 2004., 2005., 2006., 2008., 2009., 2010., 2015., 2016., 2017., 2019., 2022., 2025.
  - finalisti: 1985., 1996., 1997., 2000., 2007., 2012., 2013.

Nizozemska druga liga
- prvaci: 1996.

EFAF kup
- poluzavršnica: 2009.

## Poznati igrači
- Glenn Dennison
- Paul Troth - glavni trener koledža Missouri Valleya od 2002.
- Romeo Bandison
- Ronald Buys - bio je glavnim menadžeerom Amsterdam Admiralsa od 1999. do 2005. godine
- Arnold Galesloot
- Niels Meijer
- Akwasi Mensah
- Amilcar Grot

## Poveznice
- Službene stranice Amsterdam Crusadersa  Arhivirana inačica izvorne stranice od 12. siječnja 2014. (Wayback Machine)